# Can Llopart de la Costa
Can Llopart de la Costa o de Subirats és una masia d'aquest municipi de l'Alt Penedès inclosa a l'Inventari del Patrimoni Arquitectònic de Catalunya.

## Descripció
Can Llopart de la Costa està situada prop del nucli urbà dels Casots. És una masia de planta rectangular formada per planta baixa i golfes, amb coberta a dues vessants. Diversos elements gòtics que es conserven a la masia permeten situar-ne la construcció original en època medieval, encara que al llarg dels temps s'hi hagin fet nombroses modificacions. La façana presenta una porta d'arc de mig punt adovellat i, a la part superior, una finestra coronella sense columna central, de tipologia gòtica. Es conserva a l'interior un arc ogival.

## Història
En els seus inicis, el mas va anar canviant de propietat. El document més antic que l'esmenta és del 1269, quan la comanda a les Cabanyes de l'Ordre de Sant Joan el va comprar a Arnau i Elisenda, senyors d'un castell proper a Pacs del Penedès. Al segle següent va ser el dot de la pubilla Maria Ferrer, de Lavern, en casar-se amb Ferrer Llopart. Tot i ser de Subirats, sembla que el matrimoni vivia a Sant Climent de Llobregat, i per això el marit va entregar el mas i totes les terres adjacents al seu germà gran Bernat Llopart l'any 1385, aparentment sense cap transacció econòmica. Els Llopart formaven part de la baixa noblesa present al terme del castell de Subirats des del segle x, i des de llavors ha estat sempre propietat de la mateixa família.
La data de 1714 (1744?) inscrita a una finestra de la façana posterior, possiblement indica una de les diverses reconstruccions del mas. Els anys 1970 del segle xx s'hi van fer reformes importants: es va canviar la direcció dels vessants de la teulada, la finestra coronella es va traslladar del vessant nord a la façana sud actual, i l'interior fou completament reestructurat per a la vida moderna. Actualment funciona com a segona residència, però el celler continua funcionant en el marc de les Caves Llopart, fundades per la mateixa família el 1887.